# USS Alabama (BB-60)
O USS Alabama é um couraçado que foi operado pela Marinha dos Estados Unidos e a quarta e última embarcação da Classe South Dakota, depois do USS South Dakota, USS Indiana e USS Massachusetts. Sua construção começou em fevereiro de 1940 no Estaleiro Naval de Norfolk na Virgínia e foi lançado ao mar em fevereiro de 1942, sendo comissionado na frota norte-americana em agosto do mesmo ano. É armado com uma bateria principal composta por nove canhões de 406 milímetros montados em três torres de artilharia triplas, tinha um deslocamento carregado de mais de 45 mil toneladas e conseguia alcançar uma velocidade máxima de 27 nós (cinquenta quilômetros por hora).
O Alabama iniciou seu serviço no meio da Segunda Guerra Mundial e foi enviado imediatamente para fortalecer a Frota Doméstica britânica, sendo encarregado da proteção de comboios para a União Soviética. Ele foi transferido para a Guerra do Pacífico em 1943 e suas principais tarefas envolveram proteger a Força Tarefa de Porta-Aviões Rápidos de inimigos aéreos e de superfície, além de realizar operações de bombardeamento de litoral. Nessa capacidade, o couraçado participou das campanhas das Ilhas Gilbert e Marshall, Ilhas Marianas e Palau e Filipinas. O navio também deu apoio para as forças Aliadas na Batalha de Okinawa e depois participou de bombardeios em Honshū.
A guerra terminou em agosto de 1945 e o Alabama foi empregado no transporte de soldados norte-americanos de volta para os Estados Unidos. Foi descomissionado em janeiro de 1947 e designado para a Frota de Reserva do Pacífico. Permaneceu fora de serviço até junho de 1962, quando foi removido do registro naval, apesar de terem existindo planos para modernizá-lo. O navio inicialmente foi programado para ser desmontado, porém um comitê especial formado pelo estado do Alabama conseguiu reunir em 1964 dinheiro suficiente para comprá-lo e transformá-lo em um navio-museu. O couraçado foi transferido para Mobile e está em exibição no Battleship Memorial Park desde 1965.

## Características

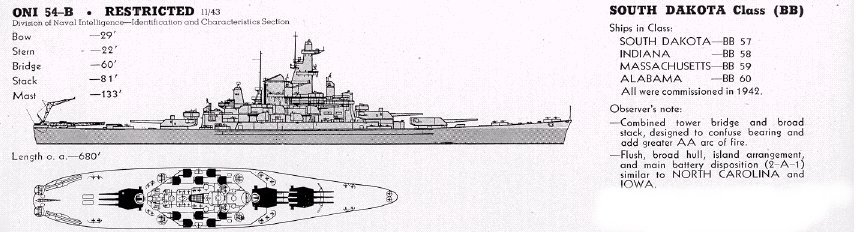
Desenho da Classe South Dakota

A Classe South Dakota foi encomendada no contexto do rearmamento naval global que se seguiu ao colapso do Tratado Naval de Washington, que tinha controlado a construção de couraçados nas décadas de 1920 e 1930. Couraçados sob os termos dos tratados de Washington e Londres tinham um deslocamento padrão limitado a 36 mil toneladas e bateria principal de canhões de até 356 milímetros. O Japão abandonou os tratados em 1936 e os Estados Unidos decidiu invocar a "cláusula de escalonamento" do Segundo Tratado Naval de Londres, que permitia deslocamentos de até 46 mil toneladas e armamentos de até 410 milímetros. Objeções por parte do Congresso sobre o aumento no tamanho dos novos navios forçou a equipe de projeto a tentar manter o deslocamento o mais próximo possível das 36 mil toneladas, ao mesmo tempo que incorporavam as armas maiores e blindagem suficiente para se proteger de armas do mesmo calibre.
O Alabama tem 207,3 metros de comprimento, boca de 32,97 metros e calado de 10,69 metros. Possuía um deslocamento padrão de 38 580 toneladas, mas esse valor podia chegar a 45 233 toneladas quando totalmente carregado com suprimentos de combate. Seu sistema de propulsão tem oito caldeiras Babcock & Wilcox alimentadas por óleo combustível que impulsionavam quatro conjuntos de turbinas a vapor Westinghouse, cada uma girando uma hélice, que chegavam a produzir um total de 131,9 mil cavalos-vapor (97 mil quilowatts) de potência. O Alabama era capaz de alcançar uma velocidade máxima de 27,5 nós (50,9 quilômetros por hora) e tinha uma autonomia de quinze mil milhas náuticas (28 mil quilômetros) a uma velocidade de quinze nós (28 quilômetros por hora). Sua tripulação era de 1 793 oficiais e marinheiros em tempos de paz, mas chegava a 2 500 em tempos de guerra. Também era equipado com duas catapultas no convés da popa e três hidroaviões Vought OS2U Kingfisher para ações de reconhecimento.
A bateria principal do Alabama consiste em nove canhões Marco 6 calibre 45 de 406 milímetros. Estes estão montados em três torres de artilharia triplas, duas localizadas na frente da superestrutura, com a segunda torre sobreposta à primeira, enquanto a terceira na popa. Seu armamento secundário tem vinte canhões de duplo-propósito calibre 38 de 127 milímetros montados em dez torres de artilharia duplas, instaladas cinco em cada lado da superestrutura. Como originalmente projetado, a embarcação contaria com uma bateria antiaérea de doze canhões calibre 75 de 28 milímetros e doze metralhadoras M2 Browning calibre 50 de 12,7 milímetros, porém isso foi considerado insuficiente e alterado para 24 canhões Bofors de 40 milímetros em seis montagens quádruplas no lugar das armas de 28 milímetros e 35 canhões Oerlikon de 20 milímetros em montagens únicas no lugar das metralhadoras. O cinturão de blindagem tem 310 milímetros de espessura, enquanto o convés é protegido por uma blindagem de até 152 milímetros. As torres de artilharia são protegidas por 457 milímetros na frente e ficam em cima de barbetas de 439 milímetros de espessura. A torre de comando tem laterais de 406 milímetros.

### Modificações
O Alabama recebeu várias modificações no decorrer de sua carreira, principalmente adições à sua bateria antiaérea e diferentes tipos de radares. A primeira adição foi a instalação de um radar de varredura aérea SC no seu mastro dianteiro em 1941, que foi depois substituído por um conjunto tipo SK. Um radar de varredura de superfície SG foi instalado na dianteira da superestrutura na mesma época, com um segundo conjunto SG sendo adicionado ao mastro principal depois de experiências na Campanha de Guadalcanal em 1942. No ano seguinte recebeu um radar de controle de disparo Marco 3 montado em sua torre de comando a fim de ajudar no direcionamento de seus canhões principais. O Marco 3 foi rapidamente substituído pelo mais moderno Marco 8, enquanto radares Marco 4 foram instalados para a bateria secundária. Depois recebeu conjuntos Marco 12/22 no lugar do Marco 4. O Alabama também recebeu um disruptor TDY. Suas lunetas de avistamento foram substituídas em 1945 por conjuntos de radar de microondas Marco 27.
A bateria antiaérea leve foi gradualmente expandida. Mais quatro montagens quádruplas de 40 milímetros foram instaladas no final de 1942, com o total destas armas tendo crescido para 48 até novembro de 1943. Mais duas montagens quádruplas seriam adicionadas ao seu castelo da proa em 1945, porém experiências em outros navios mostraram que essas armas ficavam muito molhadas na maioria das condições oceânicas e assim inutilizáveis, então acabaram nunca sendo instaladas no Alabama. Mais oito canhões de 20 milímetros foram adicionados em maio de 1943, elevando seu número total para 53. Sua bateria de armas de 20 milímetros cresceu para 56 até 1945, todas em montagens únicas. Foi programado que o navio tivesse estas trocadas por quarenta montagens duplas, porém a guerra terminou antes que esses trabalhos pudessem ser feitos.

## História

### Construção e Atlântico

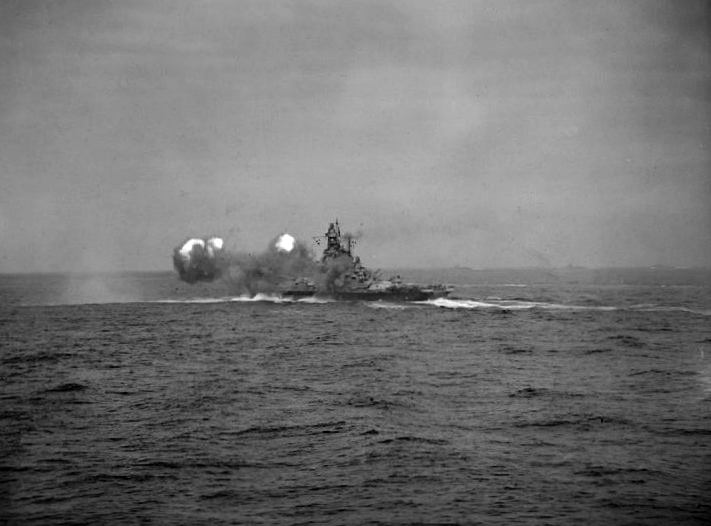
O Alabama disparando seus canhões durante exercícios com a Frota Doméstica

O batimento de quilha do Alabama ocorreu em 1º de fevereiro de 1940 no Estaleiro Naval de Norfolk em Portsmouth, na Virgínia. Foi lançado ao mar em 16 de fevereiro de 1942 e batizado por Henrietta Hill, esposa do senador J. Lister Hill do Alabama. Foi comissionado apenas seis meses depois em 16 de agosto, com a equipagem começando em seguida. Partiu em 11 de novembro para seu cruzeiro de testes na Baía de Chesapeake, iniciando então treinamentos em preparação para o seu serviço de guerra. Foi para a Baía de Casco, no Maine, voltando então para mais treinamentos em Chesapeake até seguir para Norfolk. O couraçado foi designado para o Grupo de Tarefas 22.2 e voltou para a Baía de Casco em 13 de fevereiro para treinamentos táticos.
A primeira operação do Alabama começou no início de abril com uma designação temporária para atuar junto com a Frota Doméstica britânica com o objetivo de reforçar as forças navais Aliadas na escolta de comboios de suprimentos para a União Soviética. Os britânicos tinham na época enviado vários de seus navios capitais para o Mar Mediterrâneo em preparação para a planejada invasão da Sicília, enfraquecendo as forças necessárias para conter o poderio naval alemão na Noruega, mais significativamente o couraçado Tirpitz. O Alabama e seu irmão USS South Dakota partiram em 2 de abril como parte da Força Tarefa 22. Os dois foram escoltados por cinco contratorpedeiros e navegaram para as Ilhas Órcades, parando no caminho na Estação Naval Argentia na Terra Nova e chegando na base naval britânica de Scapa Flow em 19 de maio. Eles foram reorganizados como a Força Tarefa 61 da Frota Doméstica, iniciando treinamentos para que os navios norte-americanos se familiarizassem com suas contrapartes britânicas para que pudessem realizar operações conjuntas. A Força Tarefa 61 era comandada pelo contra-almirante Olaf M. Hustvedt. As embarcações operaram pelos três meses seguintes frequentemente com os couraçados britânicos HMS Duke of York e HMS Anson.
O Alabama, South Dakota e unidades britânicas deram cobertura no início de junho para uma operação para reforçar a ilha de Spitsbergen. No mês seguinte o Alabama participou de uma demonstração que tinha a intenção de distrair os alemães durante a invasão da Sicília. Os Aliados esperavam atrair o Tirpitz e afundá-lo, mas os alemães não perceberam os navios e permaneceram no porto. Os dois couraçados norte-americanos foram destacados em 1º de agosto para voltarem para casa, partindo imediatamente e chegando em Norfolk no dia 9. O Alabama entrou em uma doca seca para manutenção em preparação para operações contra o Japão na Guerra do Pacífico. Ele deixou o estaleiro em 20 de agosto e iniciou a viagem para o Oceano Pacífico, atravessando o Canal do Panamá no dia 25. Chegou em Éfaté, nas Novas Hébridas, em 14 de setembro.

### Guerra do Pacífico

#### Ilhas Gilbert e Marshall

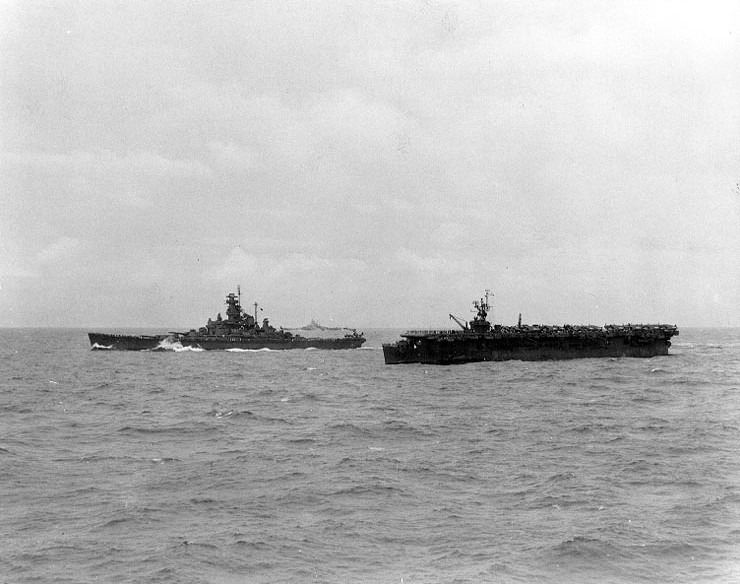
O Alabama junto com o Monterey em 12 de novembro de 1943

O couraçado embarcou em um programa de treinamento que demorou um mês e meio a fim de prepará-lo para operar com a Força Tarefa de Porta-Aviões Rápidos. Seguiu então para Fiji em 7 de novembro, partindo quatro dias depois para dar apoio à campanha nas Ilhas Gilbert e Marshall, que começou no dia 20 com a invasão de Tarawa. O Alabama escoltou os porta-aviões enquanto estes realizavam ataques aéreos contra campos de pouso japoneses em ilhas próximas com o objetivo de neutralizar sua capacidade de interferir na invasão. O navio então deu apoio em 20 de novembro para desembarques em Betio em Tarawa, seguido por desembarques em Makin. O Alabama duas vezes enfrentou aeronaves japonesas que se aproximaram da frota na noite do dia 26.
O Alabama e cinco outros couraçados bombardearam Nauru em 8 de dezembro. O contratorpedeiro USS Boyd foi atingido pela artilharia japonesa, transferindo três homens feridos para o Alabama. As embarcações então escoltaram o porta-aviões USS Bunker Hill e o porta-aviões rápido USS Monterey de volta para Éfaté, onde chegaram no dia 12. O Alabama partiu para Pearl Harbor em 4 de janeiro de 1944, chegando no dia 12 para passar por uma manutenção que incluía substituir uma de suas hélices. Voltou para o Pacífico e chegou em Funafuti em 21 de janeiro, onde juntou-se ao resto da frota para a próxima operação da campanha. Foi designado para o Grupo de Tarefas 58.2, partindo no dia 25 para iniciar a Operação Pederneira, a invasão de Kwajalein. O Alabama, South Dakota e o couraçado USS North Carolina bombardearam Roi-Namur no decorrer de 29 e 30 de janeiro, atacando posições defensivas, campos de pouso e outras instalações. A embarcação ficou fazendo patrulhas ao norte de Kwajalein pelo restante da operação para guardar quaisquer possíveis contra-ataques japoneses, que não ocorreram.
A Força Tarefa de Porta-Aviões embarcou dois meses depois em uma série de incursões em ilhas no centro do Oceano Pacífico em preparação para a próxima grande ofensiva. Os navios do Grupo de Tarefas 58.2 partiram em 12 de fevereiro para participarem da Operação Granizo, um grande ataque contra Truk, a principal base naval da Marinha Imperial Japonesa no centro do Oceano Pacífico. O Alabama escoltou os porta-aviões que atacaram a ilha entre os dias 16 e 17 de fevereiro, tendo infligido grandes danos às forças japonesas e infraestrutura local. A frota continuou para atacar Saipã, Tiniã e Guam. Os japoneses realizaram um ataque aéreo contra a frota norte-americana no dia 21, durante o qual a nona torre de artilharia de 127 milímetros do Alabama acidentalmente disparou contra a quinta torre, matando cinco tripulantes e ferindo onze. O couraçado no mesmo dia fez uma varredura ao sudeste de Saipã à procura de embarcações inimigas que pudessem estar na área. Nada foi encontrado e a frota seguiu para Majuro a fim de reabastecer. Enquanto estava lá, o Alabama serviu como a capitânia do vice-almirante Marc Mitscher, o comandante da Força Tarefa de Porta-Aviões, entre 3 e 8 de março.

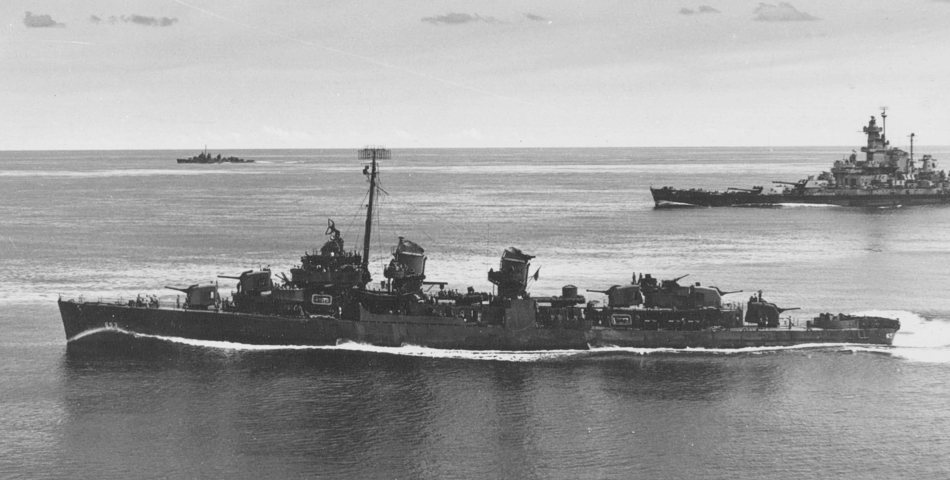
O USS Knapp e escoltando o Alabama em 28 de abril de 1944

A frota deixou Majuro em 22 de março para atacaram seus próximos alvos: Palau, Yap, Ulithi, Woleai e as Ilhas Carolinas. Nessa época o Alabama tinha sido transferido para o Grupo de Tarefas 58.3 como parte da escolta do porta-aviões USS Yorktown. No caminho as embarcações foram atacadas por aeronaves japonesas na noite do dia 29, com o Alabama abatendo um avião e ajudando a derrubar outro. Os porta-aviões iniciaram seus ataques no dia seguinte e o Alabama enfrentou aeronaves inimigas enquanto elas atacavam a frota. A frota então retornou para Majuro a fim de reabastecer, partindo novamente em 13 de abril. O couraçado passou a escoltar o porta-aviões USS Enterprise para uma série de ataques no litoral ocidental da Nova Guiné em apoio para a campanha sendo travada na ilha. A última ação dessa incursão foi um ataque contra Pohnpei, que foi bombardeada pelo Alabama e cinco outros couraçados no dia 1º de maio. O grupo então seguiu para Enewetak três dias depois para se preparem para a invasão das Ilhas Marianas.

#### Ilhas Marianas e Palau
O Alabama partiu com a Força Tarefa 58 no início de junho, agora parte do Grupo de Tarefas 58.7. A frota chegou no dia 12 em seu primeiro alvo, Saipã. O navio participou no dia seguinte de um bombardeio preparatório na ilha que tinha a intenção de enfraquecer as defesas japonesas para que assim draga-minas pudessem começar a limpar o caminho para as praias de desembarque. Os artilheiros do Alabama não tinham tanta experiência em bombardeio litorâneo quanto outros navios, assim seus disparos não foram particularmente eficazes. Depois disso escoltou porta-aviões enquanto estes atacavam posições inimigas na ilha, com tropas terrestres desembarcando em 15 de junho. Isto era uma ruptura do perímetro de defesa interno do Japão, fazendo a Marinha Imperial lançar um contra-ataque com a 1ª Frota Móvel, sua principal força de porta-aviões.

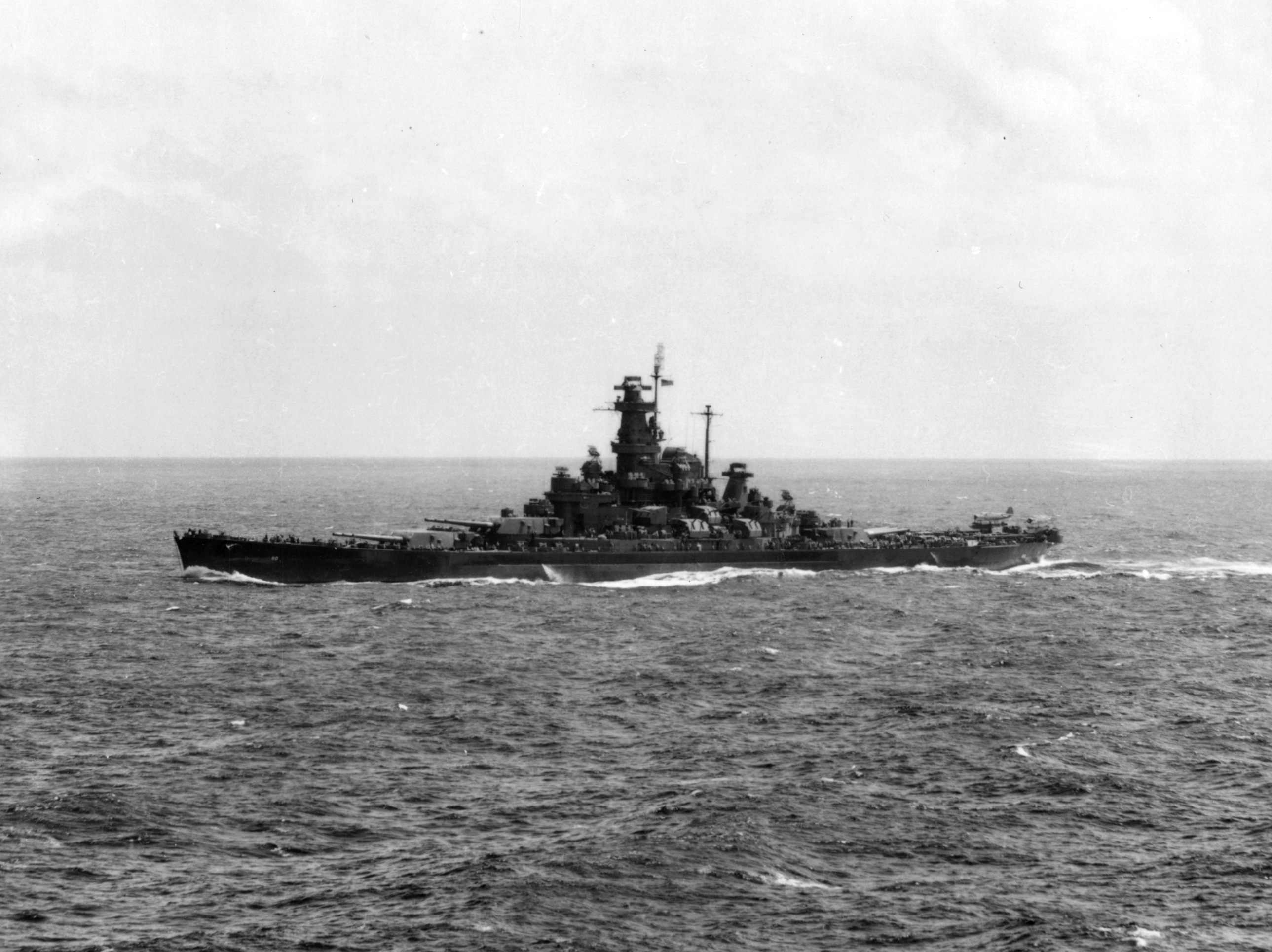
O Alabama c. 1944

A frota japonesa chegou em 19 de junho, levando à Batalha do Mar das Filipinas. O Alabama foi o primeiro navio a captar as aeronaves japonesas com seu radar às 10h06min a 141 milhas náuticas (261 quilômetros). O couraçado USS Iowa rapidamente corroborou o relato e quarenta minutos depois os aviões chegaram na frota. Sete ondas atacaram a frota norte-americana, porém apenas três contra o Grupo de Tarefas 58.7. Destas, o Alabama conseguiu enfrentar aeronaves inimigas em duas. Em um dos ataques, dois aviões inimigos penetraram a patrulha de combate aéreo e atacaram o South Dakota, com o Alabama estando entre as embarcações que tentou defendê-lo. Dois torpedeiros atacaram o South Dakota novamente uma hora depois, com o Alabama novamente ajudando a afugentá-los com uma barragem antiaérea. Um único bombardeiro de mergulho conseguiu aproveitar-se da distração dos artilheiros antiaéreos com os torpedeiros e aproximar-se do Alabama, mas a bomba acabou errando o alvo e não causou danos. O vice-almirante Willis Lee, comandante do Grupo de Tarefas 58.7, elogiou os operadores de radar do couraçado por terem prontamente detectados as aeronaves japonesas, o que permitiu que os porta-aviões lançassem seus aviões em tempo para interceptar o inimigo longe da frota.
O navio permaneceu em sua posição de escolta dos porta-aviões enquanto estes continuaram seus ataques contra as Ilhas Marianas. Ele foi então destacado da frota para seguir de volta a Enewetak e passar por sua manutenção periódica. Tornou-se no local a capitânia do contra-almirante Edward Hanson, o comandante da Divisão de Couraçados 9, deixando a ilha em 19 de julho na companhia do Bunker Hill. A próxima etapa da campanha era a invasão de Guam, que começou no dia 21, com o Alabama desempenhando sua função de escolta de porta-aviões no decorrer das três semanas seguintes. Partiu em 11 de agosto para voltar a Enewetak, embarcando então no próximo ataque no dia 30, chamada pelo codinome de Operação Impasse II, uma série de desembarques em Peleliu, Ulithi e Yap, com o couraçado passando a fazer parte do Grupo de Tarefas 38.3. Ele escoltou a Força Tarefa de Porta-Aviões enquanto estava lançava vários ataques contra as ilhas de 6 a 8 de setembro em preparação para ações anfíbias.

#### Filipinas
A Força Tarefa de Porta-Aviões Rápidos deixou as Ilhas Marianas após seus ataques e pouco depois lançaram incursões iniciais nas Filipinas, com os primeiros ocorrendo entre 12 e 14 de setembro. Aeronaves dos porta-aviões atacaram bases japonesas nas ilhas de Cebu, Leyte, Bohol e Negros. Seguiram-se mais uma série de ataques nos dias 21 e 22, agora centrados ao redor da capital Mania, e dois dias depois em outras áreas do centro das Filipinas. O Alabama voltou para Saipã em 28 de setembro e então prosseguiu em 1º de outubro para Ulithi, que foi transformada em uma das principais bases da frota norte-americana. Cinco dias depois, os porta-aviões iniciaram uma grande incursão na ilha de Formosa e em outras ilhas próximas que tinham o objetivo de neutralizar campos de pouso inimigos em preparação paraa invasão das Filipinas. O Alabama continuou escoltando os porta-aviões como parte do Grupo de Tarefas 38.3, proporcionando também defesa antiaérea. A frota foi para o sul em 14 de outubro a fim de iniciar ataques na ilha de Luzon, com o couraçado enfrentando as aeronaves que tentaram atacar a frota. Os artilheiros do navio reivindicaram três aviões abatidos e um danificado.

##### Golfo de Leyte

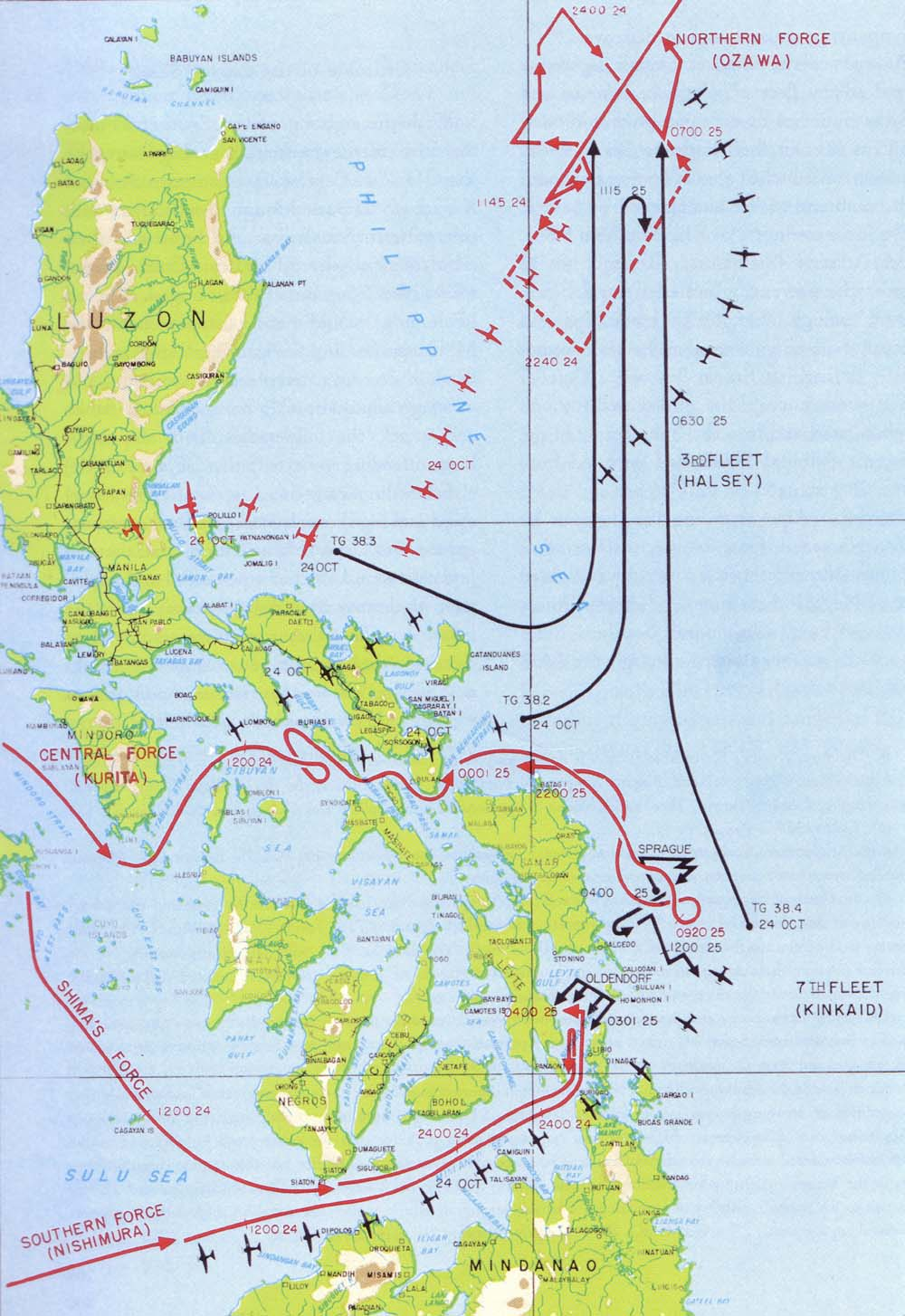
Movimentos das forças norte-americanas (preto) e japonesas (vermelho) durante a Batalha do Golfo de Leyte em outubro de 1944

O Alabama deu suporte para a invasão de Leyte em 17 de outubro e então voltou para sua função prévia de escolta de porta-aviões para mais uma série de ataques aéreos pelas Filipinas no dia 21, tendo sido nesse altura transferido para o Grupo de Tarefas 38.4. A invasão fez os japoneses iniciarem a Operação Shō-Gō 1, o planejado contra-ataque japonês em caso de uma invasão Aliada das Filipinas. O plano era uma operação complicada envolvendo três frotas separadas: a 1ª Frota Móvel, agora renomeada para Força Norte sob o comando do vice-almirante Jisaburō Ozawa, a Força Central sob o comando do vice-almirante Takeo Kurita e a Força Sul sob o comando do vice-almirante Shōji Nishimura. Os porta-aviões da Força Norte tinham nesse momento da guerra perdido a maioria de suas aeronaves e assim sua intenção era apenas servir de distração para os couraçados das outras duas forças, que aproveitaram para atacar a frota de invasão diretamente.
A Força Central foi detectada na tarde de 24 de outubro enquanto atravessava o Estreito de San Bernardino, iniciando a Batalha do Mar de Sibuyan. Porta-aviões norte-americanos afundaram o couraçado Musashi e Kurita recuou. Isto convenceu o almirante William Halsey, o comandante da Terceira Frota, a enviar seus porta-aviões para destruir a Força Norte, que já tinha sido detectada. O Alabama navegou para o norte junto com os porta-aviões e Halsey no caminho estabeleceu a Força Tarefa 34, formada pelo Alabama, cinco outros couraçados, sete cruzadores e oito contratorpedeiros, sendo comandada por Lee. Esta força foi colocada à frente dos porta-aviões como sua proteção e escolta. Mitscher atacou a Força Norte na manhã de 25 de outubro, iniciando a Batalha do Cabo Engaño. Os norte-americanos afundaram todos os quatro porta-aviões japoneses e danificaram os convertidos navios híbridos da Classe Ise. Kurita, sem que Halsey ou Mitscher soubessem, tinha voltado ao Estreito de San Bernardino na noite do dia 24 e entrou no Golfo de Leyte na manhã seguinte, atacando a frota de invasão. Na resultante Batalha de Samar, os japoneses foram barrados por um grupo de porta-aviões de escolta, contratorpedeiros e contratorpedeiros de escolta. Pedidos desesperados de ajuda fizeram Halsey destacar os couraçados de Lee para ajudar.
Entretanto,  Halsey esperou mais de uma hora depois de receber ordens diretas de seu superior, o almirante Chester W. Nimitz, o Comandante da Frota do Pacífico, para destacar os navios. Durante esse período a força continuou navegando norte, adicionando duas horas de viagem para voltarem até o sul. A necessidade de reabastecer os contratorpedeiros atrasou ainda mais o progresso da Força Tarefa 34. Forte resistência colocou os couraçados e cruzadores de Kurita em desordem e o fez encerrar o ataque antes que o Alabama e o resto da Força Tarefa 34 intervissem. Halsey então destacou os couraçados Iowa e USS New Jersey como o Grupo de Tarefas 34.5 a fim de usarem sua velocidade para perseguirem a Força Central pelo Estreito de San Bernardino, enquanto Lee levou o resto de seus navios para o sudoeste a fim de cortar a rota de fuga, mas já era muito tarde e os japoneses escaparam. O historiador H. P. Wilmott especulou que, caso Halsey tivesse destacado a Força Tarefa 34 prontamente, os navios poderiam ter facilmente chegado no estreito antes da Força Central e destruído Kurita dada a superioridade de seus canhões direcionados por radar.

##### Outras ações
O Alabama e o resto da Força Tarefa 34 retornaram para suas posições na escolta de porta-aviões. A frota recuou para Ulithi em 30 de outubro a fim de reabastecer munições e combustível. Ela partiu em 3 de novembro para mais uma série de ataques em campos de pouso japoneses e outras instalações em Luzon enquanto uma força anfíbia era preparada para o próximo desembarque em Mindoro. O Alabama navegou com os porta-aviões pelas semanas seguintes enquanto estes atacavam alvos em Luzon e nas Vissaias. As embarcações voltaram para Ulithi novamente em 24 de novembro, com o Alabama ocupando-se até o início de dezembro com manutenção de rotina e exercícios de treinamento com outros navios da frota. Esta foi reorganizada durante esse período e o couraçado foi designado para o Grupo de Tarefas 38.1. A frota partiu em 10 de dezembro para mais ataques em Luzon que ocorreram entre 14 e 16 de dezembro; os porta-aviões norte-americanos conseguiram colocar um número tão grande de aeronaves no ar que podiam manter os campos de pouso japoneses em constante ataque, dessa forma os impedindo de interferir com a travessia da frota de invasão de Mindoro.
A frota recuou para reabastecer no mar em 17 de dezembro, mas o Tufão Cobra passou pela área mais tarde no mesmo dia, com a frota indo parar bem no meio do tufão. Medições a bordo do Alabama chegaram a registrar ventos de até 83 nós (154 quilômetros por hora) e os mares bravios fizeram com que o navio balançasse em até trinta graus. Três contratorpedeiros foram afundados e várias outras embarcações foram seriamente danificadas, porém o Alabama sofreu apenas pequenos danos na sua superestrutura e dois hidroaviões Kingfisher destruídos. A frota retornou para Ulithi em 24 de dezembro e o couraçado foi destacado para manutenção e reformas no Estaleiro Naval de Puget Sound. Ele entrou em uma doca seca em 18 de janeiro de 1945 e os trabalhos duraram até 25 de fevereiro, sendo então flutuado para fora da doca a fim de passar por mais reparos, que foram finalizados em 17 de março. O navio em seguida iniciou testes marítimos e exercícios de treinamento no litoral da Califórnia, partindo em 4 de abril para Pearl Harbor. Chegou no local no dia 10 e passou uma semana realizando mais exercícios de treinamento, prosseguindo para Ulithi, onde chegou em 28 de abril.

#### Japão e fim de carreira
O Alabama voltou para a frota em Ulithi. A Força Tarefa de Porta-Aviões Rápidos partiu em 9 de maio para apoiar as forças travando a Batalha de Okinawa, cujas forças terrestres tinham desembarcado em 1º de abril. Os japoneses tinham reunido uma quantidade significativa de aeronaves na reserva para ataques kamikaze contra a frota de invasão. Durante um destes ataques em 14 de maio, o couraçado abateu dois aviões e ajudou a destruir outros dois, mas um desses mesmo assim conseguiu penetrar nas defesas antiaéreas da frota e acertar o Enterprise. Operações próximas de Okinawa continuaram pelas duas semanas seguintes, com a frota sendo pega em outro tufão entre 4 e 5 de junho. O Alabama novamente sofreu apenas danos superficiais, porém outras embarcações no grupo sofreram danos mais sérios. A frota retomou suas operações normais em suporte da luta em Okinawa no dia 7, incluindo ataques aéreos em campos de pouso japoneses na ilha de Kyūshū no dia seguinte, que o couraçado deu suporte. O Alabama e seus irmãos USS Indiana e USS Massachusetts, escoltados por cinco contratorpedeiros, bombardearam instalações japonesas na ilha de Minato Daito em 9 de junho, com um segundo ataque ocorrendo no dia seguinte. A frota então voltou para o Golfo de Leyte a fim de se preparar para uma série de ataques contra o arquipélago japonês.
Essas operações começaram em 1º de julho, quando a frota deixou o Golfo de Leyte. Os porta-aviões realizaram amplos ataques em várias instalações militares e industriais pelo Japão, concentrando-se particularmente na área ao redor de Tóquio. O Alabama, mais quatro couraçados norte-americanos, o couraçado britânico HMS King George V e dois cruzadores bombardearam seis instalações industriais em Hitashi, ao nordeste de Tóquio, na noite de 17 para 18 de julho. Ele mais dois couraçados e seis cruzadores norte-americanos e britânicos bombardearam alvos em Kamaishi em 9 de agosto. O Alabama no mesmo dia transferiu equipes médicas para o contratorpedeiro USS Ault, que os repassou para o contratorpedeiro USS Borie, que tinha sido atingido por um kamikaze e necessitava de auxílio médico. O Japão se rendeu em 15 de agosto e o navio contribuiu com homens para a força inicial de ocupação, navegando com os porta-aviões enquanto usavam suas aeronaves para procurar campos de prisioneiros de guerra.
O Alabama entrou na Baía de Tóquio em 5 de setembro, onde embarcou seus tripulantes da força de ocupação. Permaneceu no local até o dia 20, quando partiu para Okinawa, onde embarcou mais setecentos homens, a maioria dos quais seabees, a fim de transportá-los de volta para os Estados Unidos na Operação Tapete Mágico. O navio chegou em São Francisco em 15 de outubro e permaneceu no local para as celebrações do Dia da Marinha em 27 de outubro, quando foi visitado por aproximadamente nove mil pessoas. Dois dias depois foi para Los Angeles, onde permaneceu até 27 de fevereiro de 1946, quando seguiu para manutenção no Estaleiro Naval de Puget Sound em preparação para ser desativado. Foi descomissionado em 9 de janeiro de 1947 na estação naval de Seattle e foi designado para a Frota de Reserva do Pacífico, sediada em Bremerton.
Planos foram elaborados no decorrer da década de 1950 com o objetivo de modernizar os quatro couraçados da Classe South Dakota caso fosse necessário reativá-los em algum momento no futuro. Um programa para equipá-los com baterias secundárias de vinte canhões de 76 milímetros em montagens duplas foi proposto em 1954, porém nada foi feito. Outro plano para convertê-los em couraçados de mísseis guiados surgiu entre 1956 e 1957, porém o custo de uma conversão seria proibitivamente elevado. As três torres de artilharia principais teriam de ser removidas e substituídas por um lançador duplo de mísseis RIM-8 Talos na proa e dois lançadores de mísseis RIM-24 Tartar na popa, mais diversas armas antissubmarino e equipamentos para operarem helicópteros. O custo do projeto seria de aproximadamente 120 milhões de dólares.

### Navio-museu

O Alabama como um navio-museu no Battleship Memorial Park em Mobile

O Alabama permaneceu inativo na reserva até 1º de junho de 1962, quando foi removido do registro naval para ser descartado. Com o couraçado programado para ser desmontado, oficiais do governo estadual do Alabama moveram-se para tentar salvá-lo, com a assembleia legislativa do estado aprovando um projeto de lei para estabelecer a Comissão do Couraçado USS Alabama com o objetivo de preservar a embarcação como um navio-museu. O governador George Wallace assinou a lei em 12 de setembro de 1963 e a comissão iniciou trabalhos para arrecadar dinheiro com o objetivo de adquirir o navio. No final, por volta de oitocentos mil dólares foram arrecadados, um oitavo dos quais de crianças do estado, com o resto vindo principalmente da doação de empresas.
A Marinha dos Estados Unidos oficialmente transferiu o Alabama para seu estado homônimo em 16 de junho de 1964, com a provisão de que poderia retomá-lo de volta ao serviço caso necessário. A transferência formal ocorreu em 7 de julho durante uma cerimônia em Seattle, sendo rebocado pelo Canal do Panamá até Mobile a fim de ser restaurado como museu. Um de seus rebocadores afundou acidentalmente enquanto prosseguiam para o canal. Suas hélices foram removidas para a viagem com o objetivo de evitar danos. O porta-aviões USS Lexington, um antigo membro da Força Tarefa de Porta-Aviões Rápidos que ainda estava em serviço, escoltou o Alabama enquanto ele passava pelo Golfo do México. O couraçado chegou em Mobile em 14 de setembro, tendo viajado 5,6 mil milhas náuticas (10,3 mil quilômetros) desde Bremerton, o maior reboque de um navio de guerra que não estava na ativa. Um canal na Baía de Mobile para levá-lo a seu atracadouro permanente ainda não havia sido finalizado, assim o Alabama precisou esperar até o final do mês até que o trabalho de dragagem fosse finalizado. Ele foi atracado e as preparações para que pudesse receber visitantes começaram, incluindo o jateamento abrasivo de superfícies pintadas, aplicação de primário e então uma pintura nova para todo o couraçado. O Battleship Memorial Park foi inaugurado em 9 de janeiro de 1965.
Os couraçados da Classe Iowa foram reativados na década de 1980 e partes foram canibalizadas do North Carolina, Massachusetts e Alabama com o objetivo de restaurar os navios mais novos para o serviço. Componentes da sala de máquinas que não estavam mais disponíveis no inventário da Marinha foram os materiais mais removidos. O museu arrecadou dinheiro no início da década de 2000 para realizar grandes reparos no navio, incluindo a remoção de 2,7 milhões de galões de água contaminada com óleo combustível. Isto envolveu a construção de uma ensecadeira ao redor do couraçado e então bombeamento da água para fora, o que permitiu que trabalhadores consertassem o casco. Na mesma época, o submarino USS Drum, que também faz parte do Battleship Memorial Park, foi tirado da água e colocado em exibição em terra para que seu casco também pudesse ser reparado. O Alabama foi danificado pelo Furacão Katrina em setembro de 2005, com água entrando dentro do navio e fazendo-o adernar para bombordo.